# Мејерторп (Алберта)
Мејерторп (енгл. Mayerthorpe) је варош у централном делу канадске провинције Алберта и део је статистичке регије Централна Алберта. Налази се на раскрсници локалних друмова 43 и 22 на око 120 км северозападно од административног центра провинције града Едмонтона. 
Према резултатима пописа становништва из 2011. у варошици је живело 1.398 становника у 629 домаћинстава, што је за 5,2% мање у односу на попис из 2006. када су регистрована 1.474 житеља у вароши.

## Становништво
| 2006. | 2011. |
| ----- | ----- |
| 1.474 | 1.398 |